# Катаба
Катаба — река в Свердловской области России, правый приток Тагила, протекает по территории городских округов Горноуральский и Нижний Тагил. Длина реки составляет 12 км.

## Описание
Катаба начинается на высоте около 260 м над уровнем моря. В верховье течёт преимущественно на северо-запад, потом — на север. Впадает в Тагил на высоте 165 м над уровнем моря, между урочищем Коврушка и горой Катабинская.
Притоки (от истока): Осипов Лог (правый), Смородинка (правый), Черная Катабка (левый), Исаковский (левый), Смородинка (правый), Пологовский Лог (левый).

## Данные водного реестра
По данным государственного водного реестра России относится к Иртышскому бассейновому округу, водохозяйственный участок реки — Тагил от города Нижний Тагил и до устья, речной подбассейн реки — Тобол. Речной бассейн реки — Иртыш.
Код объекта в государственном водном реестре — 14010501512111200005408.